# Jelena Migunova
Jelena Sergejevna Migunova (ryska: Елена Сергеевна Мигунова), född 4 januari 1984 i Kazan i Ryska SFSR i Sovjetunionen, är en rysk före detta friidrottare som tävlade i kortdistanslöpning.
Migunova deltog vid Universiaden 2005 där hon blev femma på 400 meter. Vid olympiska sommarspelen 2008 ingick hon i det ryska stafettlaget över 4 x 400 meter där hon sprang i försöken. I finalen slutade laget på en andra plats efter USA. Laget blev sedermera diskvalificerat efter att Tatiana Firova och Anastasia Kapatjinskajas dopingprov visat sig vara positiva.

## Personliga rekord
- 400 meter - 50,59 sekunder (18 juli 2008, Kazan)